# Stephen Fumio Hamao
Stephen Fumio Hamao (Tóquio, 9 de março de 1930 — Tóquio, 8 de novembro de 2007) foi um cardeal católico japonês e presidente do Pontifício Conselho para a Pastoral dos Migrantes e Itinerantes.

## Biografia
Hamao nasceu em Tóquio, o terceiro filho do Visconde Shirō Hamao (1896–1935), que era filho adotivo do Visconde Hamao Arata , o 8º Presidente da Universidade de Tóquio e o 11º Ministro da Educação.  A casa de sua família abrigava santuários xintoístas e budistas, mas sua mãe viúva se converteu ao catolicismo em 1942, e ele e seu irmão Minoru foram batizados em 1946. Ele estudou na Universidade Hitotsubashi e depois ingressou no seminário. Após estudos adicionais na Pontifícia Universidade Urbaniana em Roma, foi ordenado sacerdote em 21 de dezembro de 1957.
Depois da ordenação, voltou a Tóquio, onde foi secretário do Cardeal Arcebispo, secretário da Comissão Litúrgica Arquidiocesana e, finalmente, Pároco da Catedral.
Hamao estava no vôo 351 da Japan Airlines sequestrado como passageiro em 1970. Ele foi nomeado bispo titular de Oreto e bispo-auxiliar de Tóquio em 5 de fevereiro de 1970, e foi consagrado em 29 de abril de 1970. Ele foi nomeado Bispo de Yokohama em Em 30 de outubro de 1979, cargo que ocupou por quase 20 anos, até que renunciou em 15 de junho de 1998 para se tornar Presidente do Pontifício Conselho para a Pastoral dos Migrantes e Itinerantes. Ele foi nomeado arcebispo ao mesmo tempo. Ele também foi chefe do ramo regional da caridade Caritas, e se tornou presidente da Conferência Episcopal Japonesa em 1995.
Foi elevado ao Colégio Cardinalício em 21 de outubro de 2003 pelo Papa João Paulo II. Hamao detém o título de Cardeal-diácono de São João Bosco na Via Tuscolana. No mesmo ano, ele convocou um Concílio Vaticano III para lidar com a questão da autoridade da igreja local.
Ele foi um dos cardeais eleitores no Conclave de 2005 que selecionou o Papa Bento XVI. Ele renunciou ao Pontifício Conselho em março de 2006, um mês depois que a Congregação para as Causas dos Santos aprovou a beatificação de 188 mártires japoneses do século XVII.
Seu falecido irmão Minoru serviu ao príncipe herdeiro Akihito como East Palace Chamberlain (tōgūjijū, 東宮 侍 従). O cardeal Hamao instruiu Akihito em latim, mas criticou a percepção de preconceito "excessivamente ocidentalizado" e teologia "superintelectualizada" na Igreja Católica Romana. Pouco depois de exortar o Papa Bento XVI a nomear mais asiáticos para cargos de poder na Cúria Romana, o cardeal Ivan Dias tornou-se prefeito da Congregação para a Evangelização dos Povos.
O cardeal Hamao morreu aos 77 anos de câncer de pulmão em 8 de novembro de 2007.